# Cambridge Ancient History
The Cambridge Ancient History is een status quaestionis voor het onderzoek in de oude geschiedenis. Het omvat veertien volumes.